# Tjarnhólarfjall
Tjarnhólarfjall är ett berg i republiken Island. Det ligger i regionen Norðurland eystra, 240 km nordost om huvudstaden Reykjavík. Toppen på Tjarnhólarfjall är 1 354 meter över havet.
Runt Tjarnhólarfjall är det mycket glesbefolkat, med 2 invånare per kvadratkilometer. Närmaste större samhälle är Dalvík, omkring 20 kilometer nordost om Tjarnhólarfjall. Trakten runt Tjarnhólarfjall består i huvudsak av gräsmarker.